# Utah Public Radio
Utah Public Radio (UPR) ist der öffentliche Rundfunkanbieter des US-Bundesstaates Utah. Betrieben wird der Sender von der Utah State University und sendet Nachrichten, Community-relevante Informationen und Kultur aus Utah, den USA und der Welt. Die Studios befinden sich in Logan.
Utah Public Radio sendet direkt aus Logan als KUSU-FM, wird in ganz Utah und im Süden Idahos durch ein Netzwerk von 6 Stationen (alle auch in HD-Radio) und 30 Relay-Stationen empfangen. Utah Public Radio ist Mitglied der Netzwerke des National Public Radio (NPR), des Public Radio International (PRI) und der American Public Media (APM).
Utah Public Radio ging 1953 mit KVSC, „the Voice of the State College“ auf Sendung. 1961 wurde das Rufzeichen in KUSU-FM geändert um den Übergang vom Utah State Agricultural College zur heutigen Utah State University abzubilden. Utah Public Radio ist Utahs älteste nichtkommerzielle Bildungs-Station.

## Belege
1. ↑  About Us. Abgerufen am 17. August 2016.